# VSFilter
VSFilter è un filtro DirectShow in grado di trasferire i sottotitoli dai file VOB verso altri formati. Permette anche la riproduzione di diversi tipi di sottotitolo all'interno dei filmati, sia in fase di riproduzione che di codifica. Fa parte del progetto guliverkli ed era precedentemente chiamato VobSub.